# Flint Spirits
Die Flint Spirits waren ein US-amerikanisches Eishockeyfranchise der International Hockey League aus Flint, Michigan. Die Spielstätte der Spirits war die IMA Sports Arena.

## Geschichte
Die Flint Spirits wurden 1985 als Franchise der International Hockey League gegründet. In ihrer ersten Spielzeit wurden sie Zehnter und somit Letzter. Anschließend beendeten sie zweimal in Folge eine Saison auf dem vierten von neun Plätzen und erreichten in der Saison 1987/88 den größten Erfolg ihres Bestehens, als sie in das Finale um den Turner Cup einzogen, in dem sie in der Best-of-Seven-Serie den Salt Lake Golden Eagles mit 2:4 Siegen unterlagen. Im nächsten Jahr konnte Flint nicht an diesen Erfolg anknüpfen und wurde zum zweiten Mal Letzter bei zehn teilnehmenden Mannschaften. In der Saison 1989/90 schieden die Spirits nach einem vierten Platz in der regulären Saison mit einem Sweep in der Best-of-Seven-Serie gegen die Kalamazoo Wings bereits in der ersten Playoffrunde aus, woraufhin das Franchise nach Fort Wayne verlegt wurde und das fortan als Fort Wayne Komets firmierte.

## Saisonstatistik
Abkürzungen: GP = Spiele, W = Siege, L = Niederlagen, T = Unentschieden, OTL = Niederlagen nach Overtime SOL = Niederlagen nach Shootout, Pts = Punkte, GF = Erzielte Tore, GA = Gegentore, PIM = Strafminuten
| Saison  | GP | W  | L  | T | OTL | SOL | Pts | GF  | GA  | Platz    | Playoffs                       |
| 1985–86 | 82 | 16 | 60 | — | 6   | —   | 38  | 270 | 495 | 10., IHL | nicht qualifiziert             |
| 1986–87 | 82 | 42 | 33 | — | 7   | —   | 91  | 343 | 361 | 4., IHL  | Niederlage in der ersten Runde |
| 1987–88 | 82 | 42 | 31 | — | 9   | —   | 93  | 395 | 289 | 4., IHL  | Niederlage im Finale           |
| 1988–89 | 82 | 22 | 54 | — | 6   | —   | 50  | 287 | 428 | 10., IHL | nicht qualifiziert             |
| 1989–90 | 82 | 40 | 36 | — | 6   | —   | 86  | 326 | 358 | 4., IHL  | Niederlage in der ersten Runde |

## Team-Rekorde

### Karriererekorde
Spiele: 158  Jim Egerton
Tore: 106  Jim Egerton
Assists: 109  John Cullen
Punkte: 214  Jim Egerton
Strafminuten: 472  Jim Egerton

## Bekannte Spieler
- John Cullen
- Glen Goodall
- Jayson Meyer
- Rudy Poeschek
- Kevin Miller
- Peter Laviolette
- Don Waddell